# Micropsitta pusio
Micropsitta pusio là một loài vẹt rất nhỏ được tìm thấy ở vùng đồng bằng ẩm ướt nhiện đới và cận nhiệt đới của Tây New Guinea, Indonesia và Papua New Guinea.
Nó được biết đến chủ yếu vì là loài vẹt nhỏ nhất trên thế giới, chỉ nặng 11,5 g (0,41 oz) và dài 8,6 cm (3,4 in).